# 青海省政府 (中华民国)
青海省政府是中華民國南京國民政府在青海省的最高地方行政機關。自民國18年（1929年）1月20日在西寧成立省政府開始，到民國38年（1949年）9月中国人民解放军攻入西寧市為止，前後歷時21年。

## 歷任青海省政府主席

### 歷任青海省軍政長官、省政府主席
青海省政府主席
- 孫連仲（1928年9月17日 - 1931年1月）
- 馬麒（1931年1月 - 1931年8月，馬麟代理省主席）
- 馬麟（1933年 - 1936年10月27日，馬步芳代理省主席）
- 馬步芳（1937年 - 1949年）